# Egykori görög kereskedőház (Miskolc)
Az egykori görög kereskedőház Miskolcon, a Széchenyi utca 8. szám alatt áll. 1812-ben, illetve 1890 körül épült, 1987 és 1990 között felújították.

## Története
A telken eredetileg a diósgyőri pálosok kúriája állt. Ezt igazolták egyrészt az 1985-ös ásatások, amikor középkori kőfalak maradványait tárták fel (a későbbi építkezések során ezeket az alapokat nem használták fel). Másrészt okleveles forrás is utal rá, hogy 1381-ben egy miskolci polgár, Ivánka fia János, illetve az özvegye a pálosoknak ajándékozta a telket és a rajta álló épületeket. Az adományozást 1478-ban újabb oklevél erősítette meg. Az épülete(ke)t később lerombolták, legalábbis az 1702-es Miskolci Kötelkönyv nem tesz említést a telken álló házról. A 18. században a telket Gombos-telek néven említették, majd a század második felében egy Stajovics Péter nevű görög kereskedő tulajdonába került. Ő építtette a jelenlegi ház nyugati felét a 19. század elején, egy korabeli útikalauz szerint 1812-ben. A ház keleti része 1880 és 1895 között épülhetett, dokumentumok egyelőre nem ismertek ezzel kapcsolatban. Az egységes tíztengelyes megjelenésű homlokzatot később valamikor megváltoztatták. Ekkor az egyemeletes épület főutcai homlokzata eredetileg 3+4+3 tengelyes kialakításúra változott, a középső szakasz enyhe kiülésű rizalitban helyezkedett el, fölötte mellvéddel. A két szélső ablak fölött egy-egy konzolon műkőből készült puttófigurák álltak, középen pedig hosszúkás, hármas padlásvilágító nyílás volt. A két szélső szakasz középső ablaka rizalitban állt. A földszinten üzlethelyiségek voltak, ezekben működött Pfliegler J. Ferenc, illetve 1930-tól rokona, Feitscher Ernő üveges üzlete. Innen költözött új helyére az Arany Szarvas Gyógyszertár is. A későbbi évtizedekben Tungsram-bolt, ajándék- és édességüzlet működött a földszinten.

## Leírása
Az épületet 1987 és 1990 között a SzeletA Arch Kft. tervei szerint felújították, egyben homlokzati elrendezését is megváltoztatták. A homlokzat 2+3+2+3 axisú lett, egyúttal egy plusz emeletet húztak rá, így harmonikusabban illeszkedik a két oldalt mellette álló magasabb épületekhez. A kapuk az első és a harmadik tengelyben vannak, kosáríves, kőkeretes kivitelűek. (A felújításkor már csak a nyugati kapu volt meg.) Az épületen eredetileg is meglévő két, rózsás bőségszarut tartó fiúfigurát a kapuk fölött, a két első emeleti ablak között helyezték el. Az első és a harmadik szakaszt enyhe kiülésű rizalitban helyezték el. Az ablakok mind egyenes záródásúak, fölöttük az első emeleten a rizalitban íves, illetve timpanonnal díszített, a többi helyen egyenes szemöldökpárkányok vannak. A második emeleti ablakok fölött nincs szemöldökpárkány, de a keretelés fölül „ál-zárókövet” kapott. A rizalitokat a tető előtt mellvédek zárják, a hármas ablakok fölötti tetőrészen középen íves tetőbevilágítókat helyeztek el. A földszinten a nyugati oldalon könyvesbolt, a két kapu között, bérlőit gyakran változtató üzlethelyiség van, míg a keleti kapubejáróban ajándékboltot alakítottak ki, a portálok kialakítása eltérő. Az udvari részen a főépület folyosói árkádos kivitelűek, a nyugati oldal egyemeletes szárnnyal van beépítve, a földszintjén számos bolt található. Az épület főutcai színezése különböző, a nyugati rész barnás, a keleti szakasz vöröses megjelenésű.

## Képek

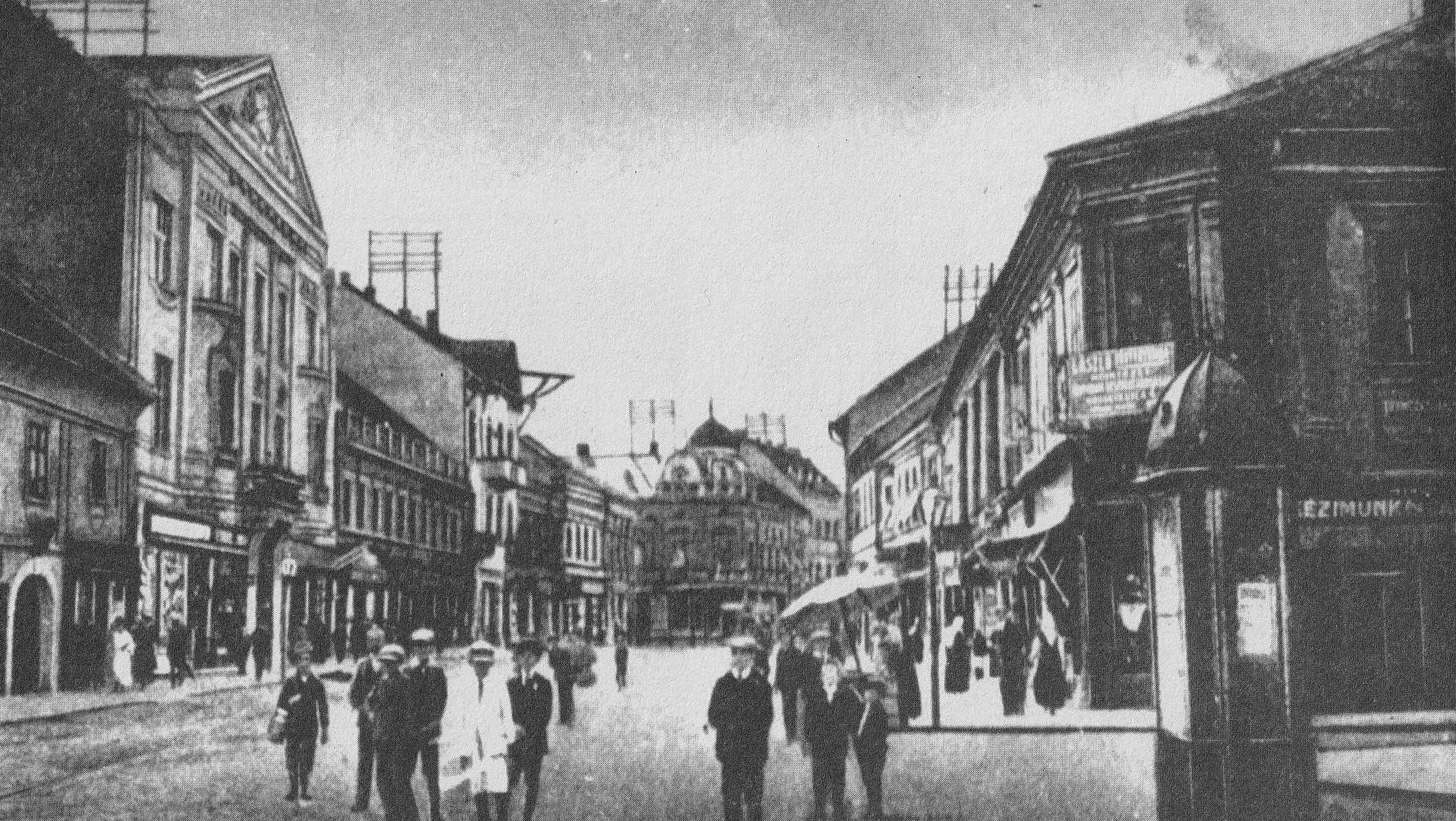
Az épület a biztosító székház mellett, 1910 körül
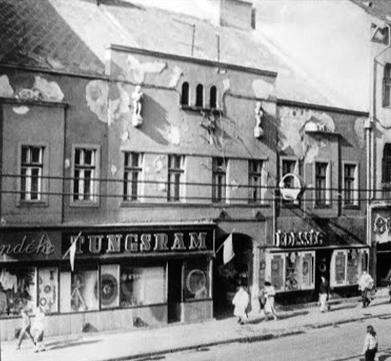
1950 körüli megjelenés
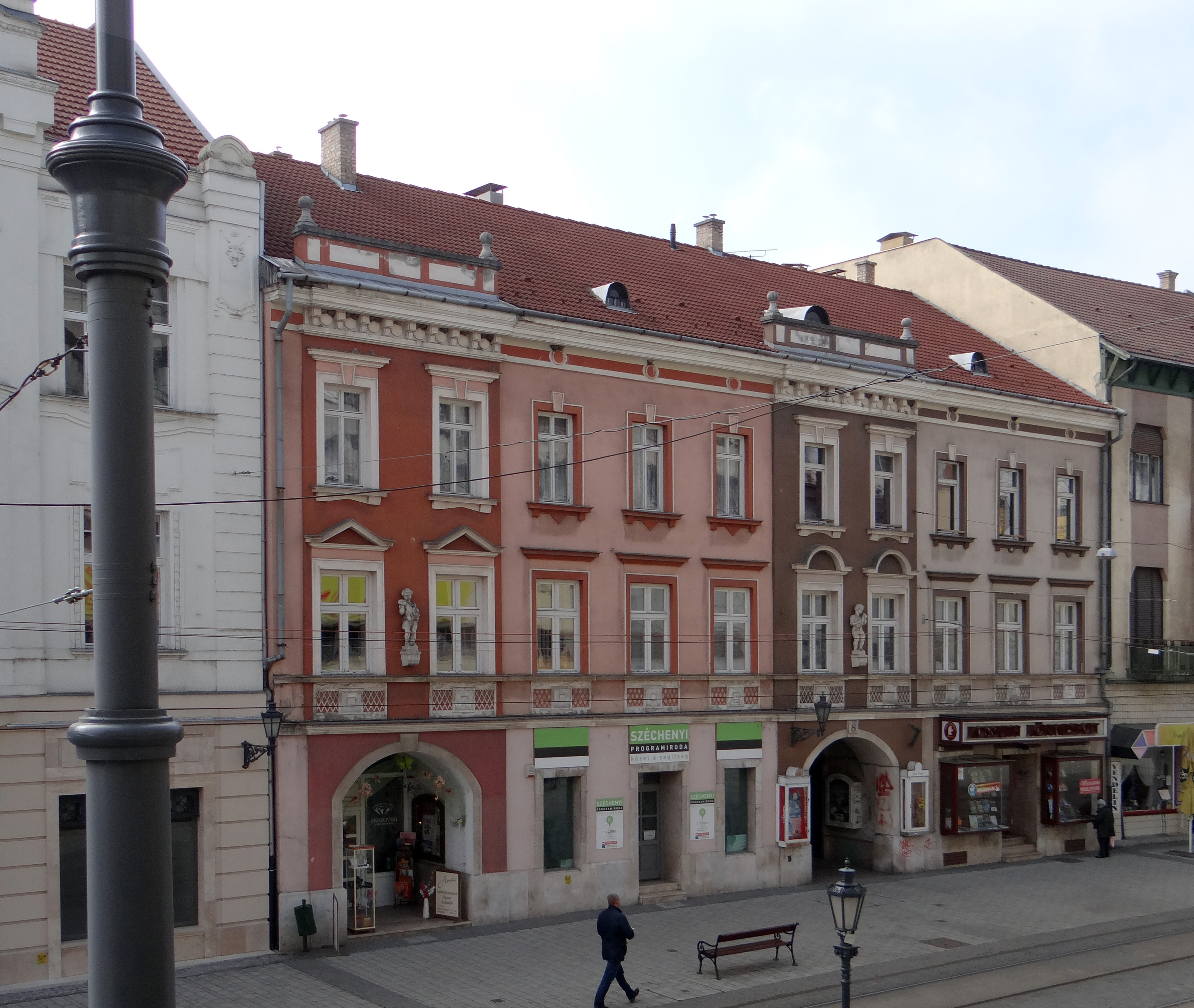
Az épület megjelenése a Széchenyi utcán (2017)
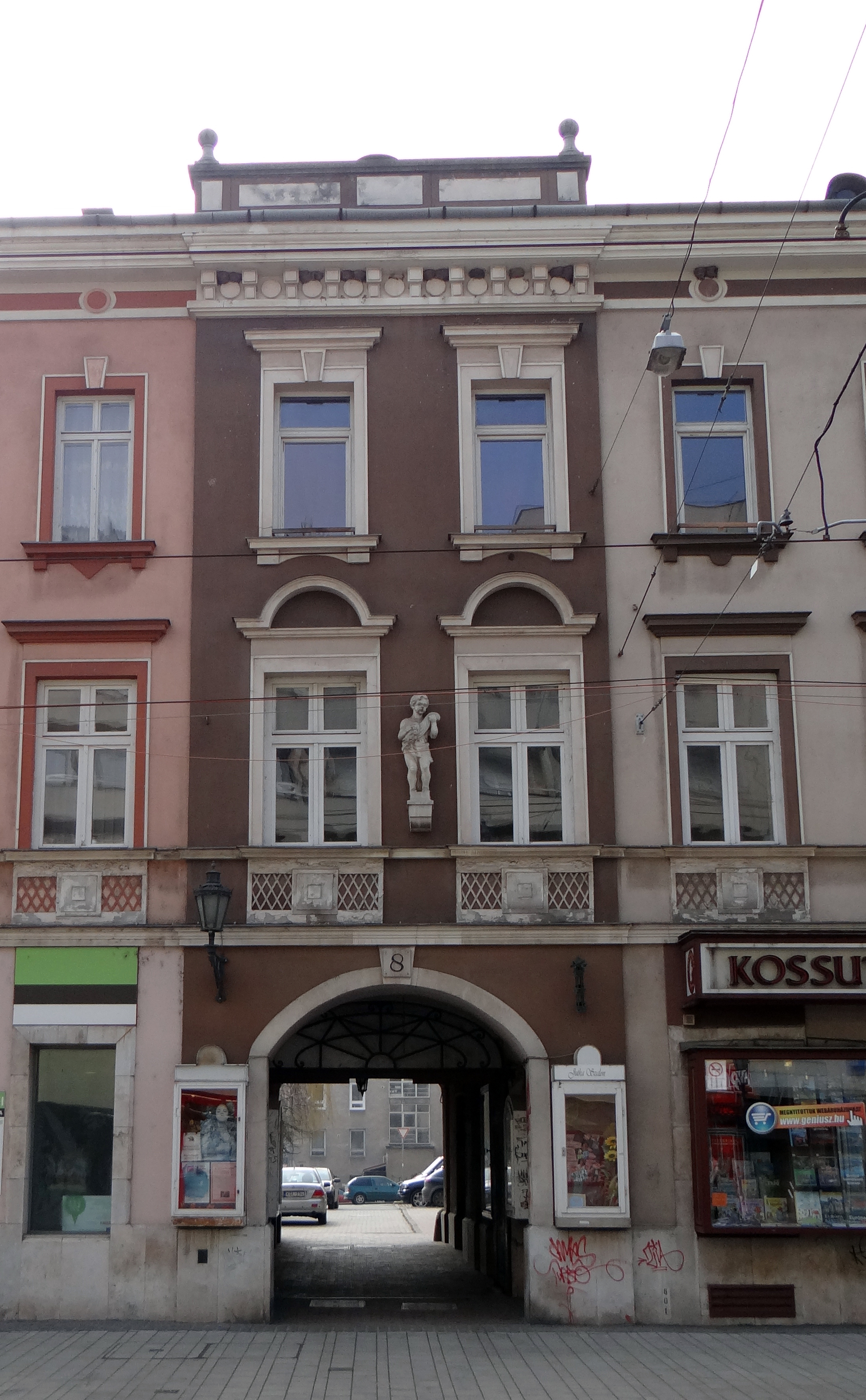
A nyugati kapubejáró és a rizalitos szakasz
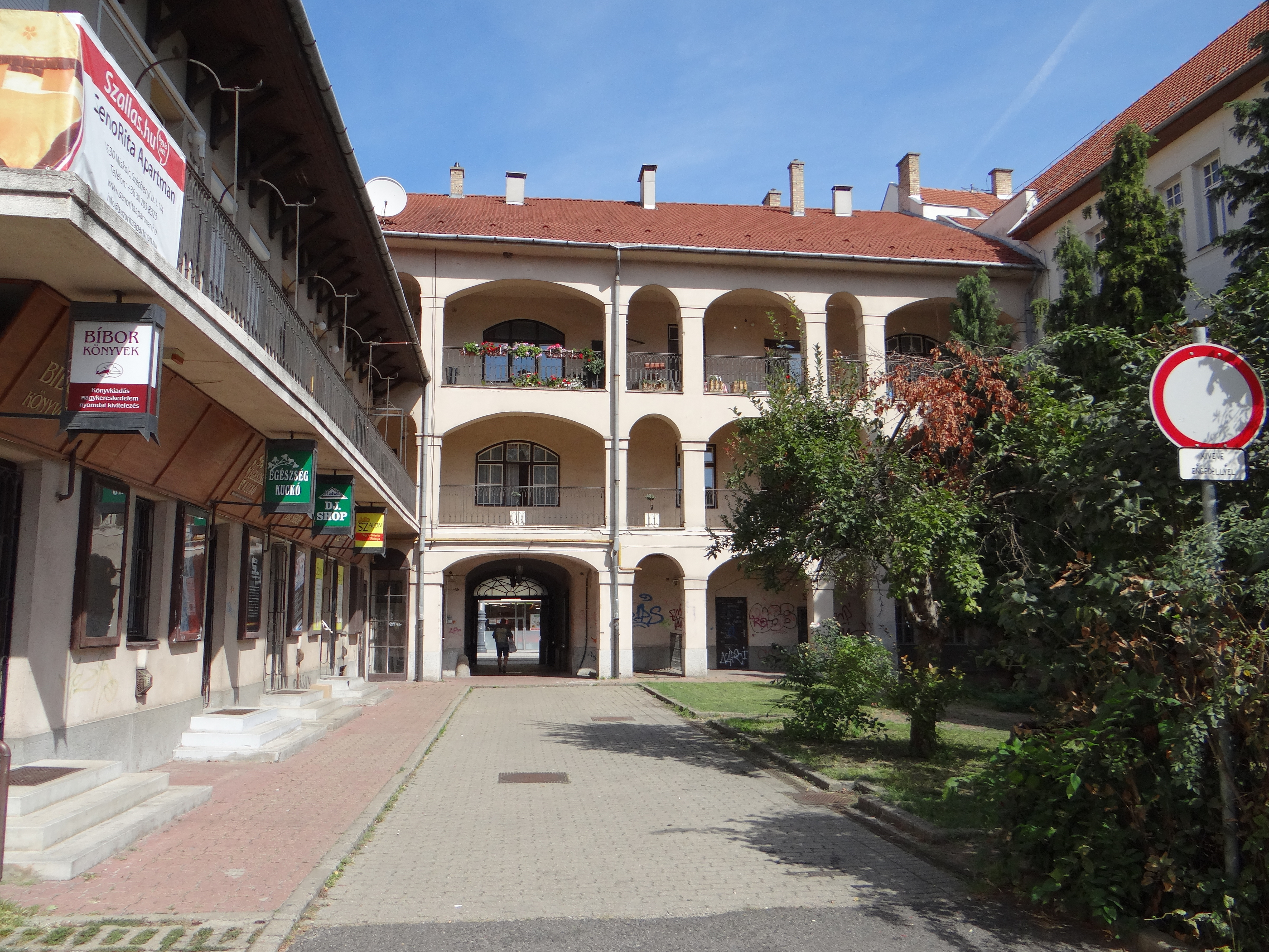
Udvari látkép
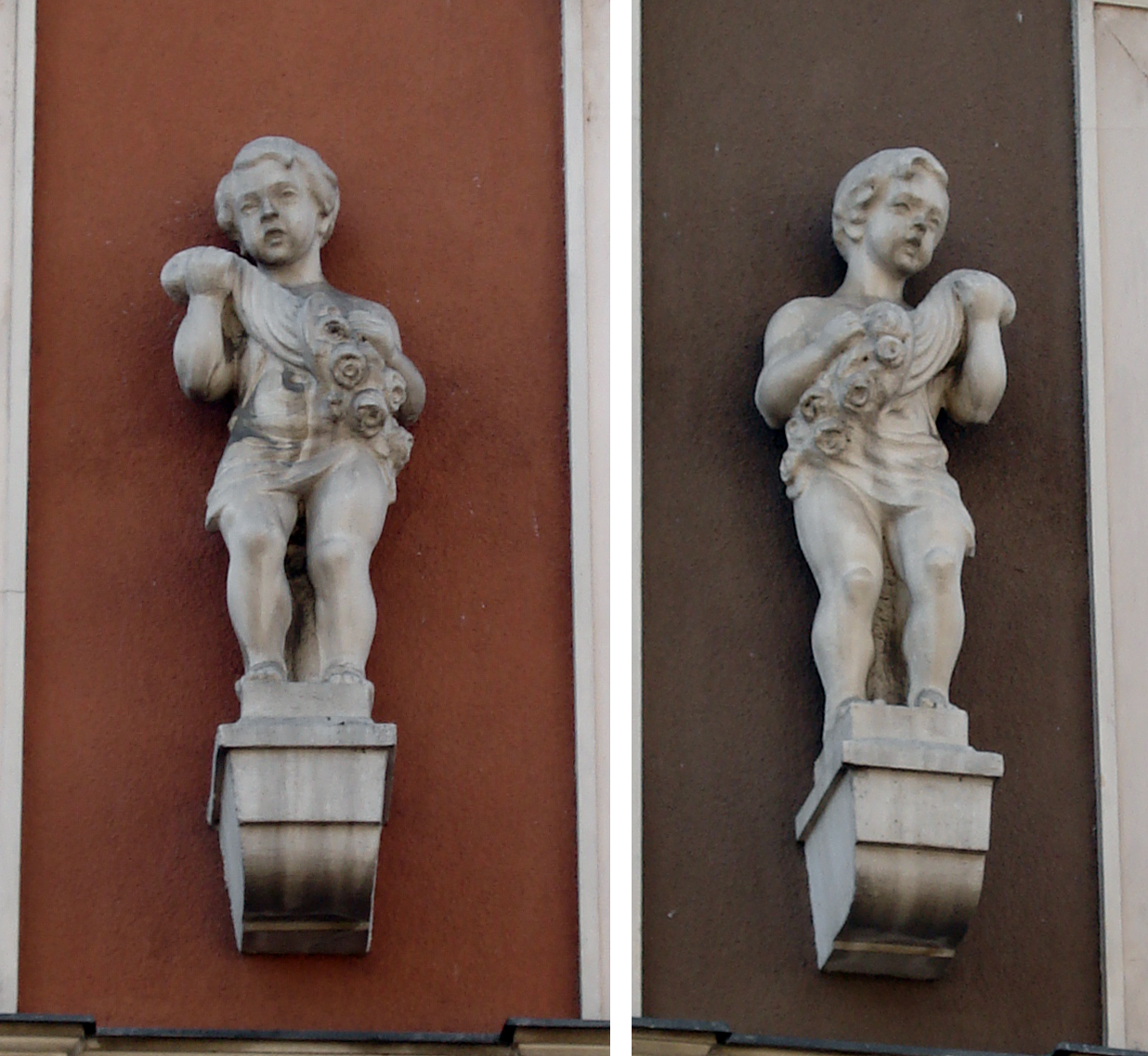
Homlokzati épületszobrok
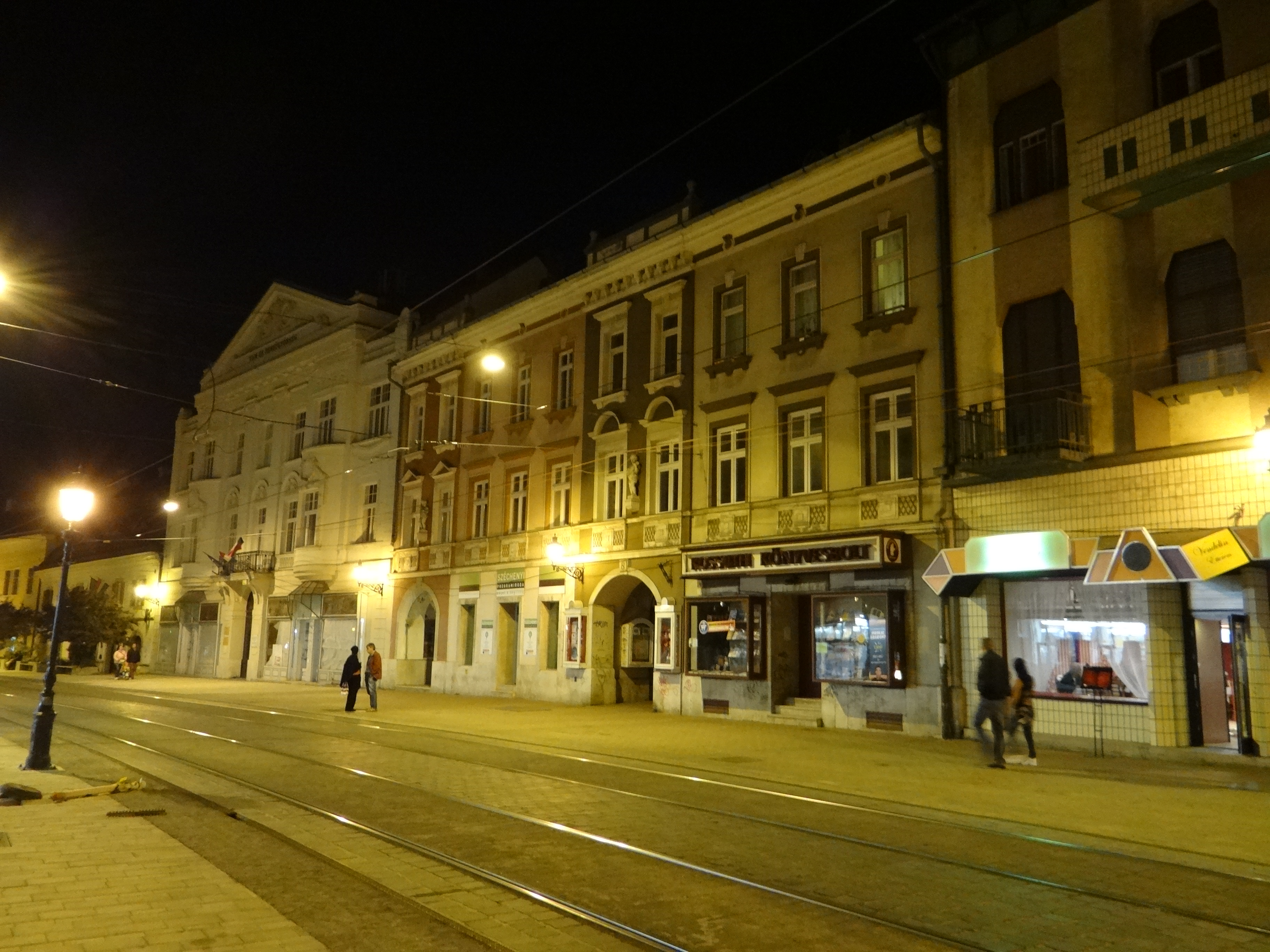
Az épület esti fényben
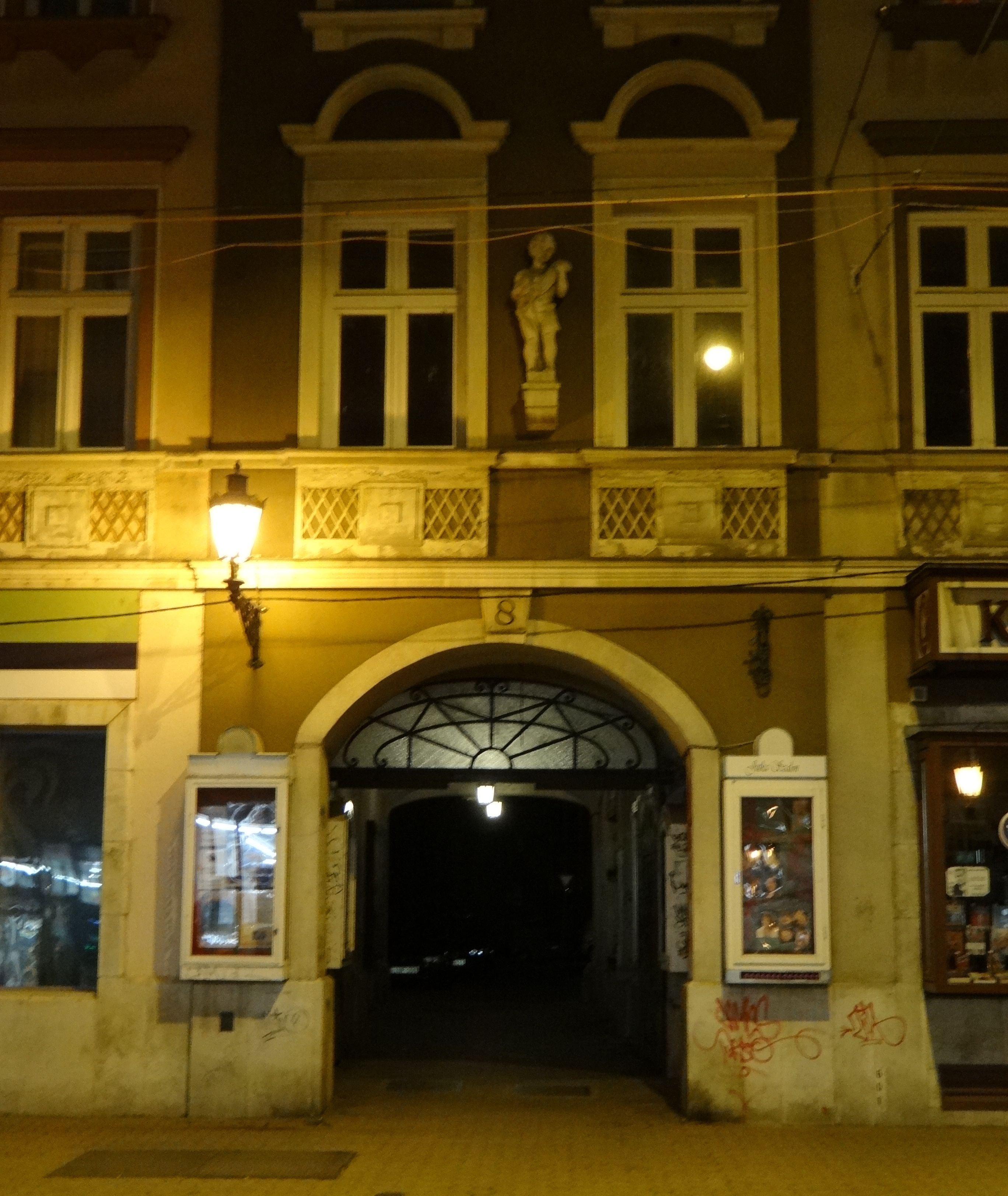
A kapu éjszaka